# Gamasomorpha anhuiensis
Gamasomorpha anhuiensis är en spindelart som beskrevs av Song och Xu 1984. Gamasomorpha anhuiensis ingår i släktet Gamasomorpha och familjen dansspindlar. Inga underarter finns listade i Catalogue of Life.